# Societatea de Planificare a Familiei din Moldova
Societatea de Planificare a Familiei din Moldova (SPFM) este o organizație non-guvernamentală din Republica Moldova. SPFM face parte din rețeaua Federației Internaționale a Planificării Familiale - IPPF Arhivat în 28 octombrie 2007, la Wayback Machine. (în engleză International Planned Parenthood Federation European Nework) și are ca scop îmbunătățirea sănătății sexuale și reproductive în republică.

## Misiune
Îmbunătățirea situației în domeniul sănătații sexual-reproductive, a bunăstarii fiecărei persoane și a familiei prin:
- promovarea unei planificări mai bune a familiei, legislației și politicilor în domeniul sănătații reproductive;
- creșterea nivelului de conștientizare a populației privind sănătatea sexual-reproductivă și drepturile in acest domeniu, în special cu referire la HIV/SIDA și alte infecții sexual-transmisibile, avortul sigur și utilizarea contraceptivelor;
- promovarea și asigurarea accesului liber la informație de calitate și servicii accesibile, în special pentru tineri și persoanele din grupurile vulnerabile.

## Viziune
O societate stabilă cu o populație sănătoasă, unde fiecare persoană are dreptul la o alegere liberă, informată și responsabilă privind propria sănătate sexuală si reproductivă, are acces liber la servicii adecvate de sănătate, o societate in cadrul căreia copii sunt doriți, echitatea gender si drepturile omului, inclusiv drepturile în domeniul sănătatii sexual-reproductive, sunt respectate si protejate. 

## Structura internă
În prezent SPFM are o structură de voluntari de aproximativ 70 de membri de diferită vârstă și profesii. SPFM este guvernată de un Consiliu Administrativ, ales in mod democratic din rândul voluntarilor organizației. Consiliul Administrativ este format din 7 membri, aleși la fiecare 3 ani de catre Adunarea Generala Anuala a membrilor asociației. 

## Activități
- Informarea adolescenților și tinerilor despre metodele moderne de contraceptie, riscurile sexului neprotejat, Infectiile cu Transmitere Sexuală (ITS)
- Formarea voluntarilor pentru activități ulterioare de promovare și informare
- Editarea materialelor informative
- Consultare on-line de către specialisti